# Кубок Испании по футболу 1977/1978
Кубок Испании по футболу 1977/1978 — 74-й розыгрыш Кубка Испании по футболу выиграла Барселона. Этот кубок стал восемнадцатым в истории команды.
Соревнование прошло в период с 14 сентября 1977 по 19 апреля 1978 года.

## Результаты матчей

### 1/4 финала
| Команда 1        | Итог | Команда 2      | 1-й матч | 2-й матч |
| ---------------- | ---- | -------------- | -------- | -------- |
| Реал Бетис       | 3:4  | Спортинг Хихон | 3:1      | 0:3      |
| Депортиво Алавес | 1:2  | Барселона      | 1:0      | 0:2      |
| Валенсия         | 2:5  | Реал Сосьедад  | 1:1      | 1:4      |
| Атлетико Мадрид  | 3:4  | Лас-Пальмас    | 3:2      | 0:2      |

### 1/2 финала
| Команда 1     | Итог | Команда 2      | 1-й матч | 2-й матч |
| ------------- | ---- | -------------- | -------- | -------- |
| Лас-Пальмас   | 5:3  | Спортинг Хихон | 3:0      | 2:3      |
| Реал Сосьедад | 1:2  | Барселона      | 0:0      | 1:2      |

### Финал
| 19 апреля, 1978                    | \| Барселона \| 3:1 \| Лас-Пальмас \| \| Рексач 9′ (пен.), 27′ · Асенси 14′ \| Голы \| Бриндиси 20′ \| | Сантьяго Бернабеу, Мадрид Зрителей: 60 000 |
| Барселона                          | 3:1 | Лас-Пальмас                                |
| Рексач 9′ (пен.), 27′ · Асенси 14′ | Голы                                                                                                   | Бриндиси 20′                               |